# Jesús Quero Molina
Jesús Quero Molina (Granada, 14 de julio de 1955) es un expolítico español, alcalde de la ciudad de Granada entre 1991 y 1995 por el Partido Socialista Obrero Español (PSOE). 
Durante su etapa al frente de la alcaldía, se materializaron la construcción del Palacio de Congresos (1992), los parques García Lorca (1993), del Agua (1993) y Almunia de Aynadamar (1994), el estadio de fútbol Nuevo Los Cármenes y el complejo deportivo Nuñez Blanca (1995), la estación de autobuses, la Ronda Sur y el nuevo acceso a la Alhambra, la Biblioteca de Andalucía, las nuevas estaciones potabilizadora y depuradoras de aguas, así como la primera fase del Parque de las Ciencias (1995).
Asimismo, en su mandato se reformaron el cauce urbano del río Genil a su paso por Granada y el cementerio de San José, se abrió al público la Huerta de San Vicente, residencia del poeta Federico García Lorca, se recuperó para la ciudad el Palacio de Quinta Alegre y se creó el Festival de cine de Jóvenes Realizadores. También se ejecutaron varios aparcamientos subterráneos (Puerta Real, San Agustín, Pedro Antonio de Alarcón y Caleta). Como alcalde, consiguió la declaración del barrio del Albaicín como Patrimonio de la Humanidad (1994)  y dividió administrativamente la ciudad, por primera vez, en ocho juntas municipales de distrito. Fue el alcalde de capital de provincia más joven de España en el periodo 1991/95.

## Historial
Promotor cultural de profesión, Quero fue organizador del Partido Socialista Popular (PSP) en Granada durante la Transición Española, siendo secretario general del mismo hasta su fusión con el PSOE, en 1978. Después fue diputado del Parlamento de Andalucía, desde 1986 hasta 1994 (II y III legislaturas), siendo designado por la misma cámara como senador en 1989, plaza de la que causa baja en 1990. Durante su estancia en el Senado formó parte de las comisiones de Justicia y de Presidencia del Gobierno e Interior. En el Parlamento de Andalucía participó en las ponencias de las leyes de Coordinación de Policías Locales, Comercio Ambulante, Consejo Consultivo y de Incompatibilidades de Altos Cargos.
Fuera de la vida política, ha sido miembro de los consejos de administración de Ingeniería Ambiental Granadina S.A. (1986-1995), CETURSA (1995-2006), Promonevada (1992-1995), FERSA energías renovables, Sierra Nevada 95, CajaGranada (2004-2014), Neuron Bio y CajaGranada Mediación. Tras su paso por el consistorio granadino y la cámara alta, ha seguido ocupando diversos cargos no electos. Entre ellos, fue el primer Delegado del Gobierno andaluz en la provincia de Granada (1996-2002), cargo en el que consiguió la aprobación unánime del Plan de Ordenación del Área Metropolitana. Entre 2002 y 2019, ha sido director de la Fundación PTS (Parque Tecnológico de Ciencias de la Salud), asociado a la Universidad de Granada, un espacio de innovación, único en España especializado en salud. Ha sido miembro del Patronato de Corporación Tecnológica de Andalucía (CTA) entre 2010 y 2022 y ha formado parte del Comité Ejecutivo del Cluster Smart City. Actualmente, es vicepresidente de la Fundación Andaluza de Biotecnología (FABT)